# Коронаційний сейм

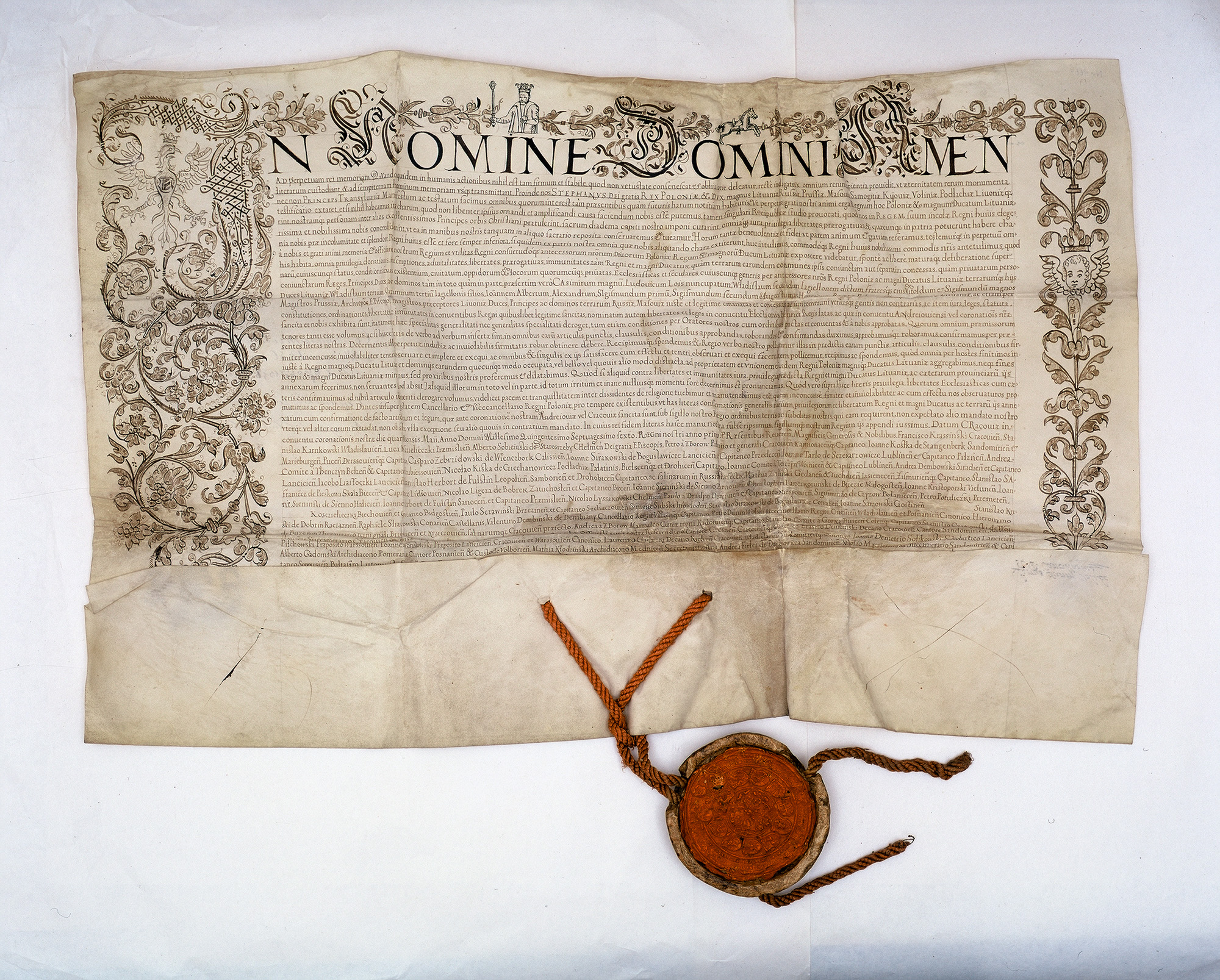
Підтвердження Стефаном Баторієм на коронаційному сеймі 1576 року прав і привілеїв шляхти Речі Посполитої

Коронаційний сейм — Сейм Речі Посполитої, який передував коронації монарха.
Проводиться в Кракові (за винятком коронації у Варшаві Станіслава Августа Понятовського). На Сеймі кандидат в королі виконував всі документальні формальності, пов'язані з підготовкою його коронації. А головне, майбутній король повинен був підтвердити:
- Генрихівські артикули, які вперше були подані сеймом 1573 р. на затвердження новообраному королю Генріху Валуа (Volumina legum. T. 2.— S 150—153). Складені вперше як установка, що окреслювала обсяг і компетенцію королівської влади; обумовлювали взаємозобов'язання пануючого і підданих — шляхти. Затверджені при коронації Стефана Баторія 1576 р. під час сходження на престол наступників Баторія підтверджувалися без змін.
- Pacta conventa.

## Сейми
| №          | Початок міжкоролів'я                                                                      | Дати Елекційного сейму    | Найважливіші кандидати на корону | Дата виборів короля | Голоси | Обраний король                   | Примітки |
| ---------- | ----------------------------------------------------------------------------------------- | ------------------------- | --- | ------------------- | ------ | -------------------------------- | --- |
| 1 Елекція  | 7 липня 1572 (смерть короля Сиґизмунда Августа)                                           | 5 квітня – 20 травня 1573 | - Ернест Габсбург, архикнязь Австрійський - Ян III Ваза, король Шведський - Іван Грозний, цар Московії - Генріх Валуа, князь Орлеанський - Альфонс II д'Есте, князь Феррари і Модени - Вільгельм з Рожемберку, бургграф Чеський - Юрій Язловецький, воєвода Подільський - Ян Костка, голова Морської комісії - Вавринець "Бандура" Слупський, суддя з Бидгоща | 11 травня 1573      |        | Генріх Валуа                     | Великий князь Литовський, Великий князь Руський, Великий князь Київський, Волинський, Подільський, Чернігівський, Сіверський, тощо (1573-1574). |
| 2 Елекція  | 12 травня 1575 (Закінчення терміну для Генріка Валуа, щоб повернутися до Речі Посполитої) | з 8 листопада 1575        | - Максиміліан II Габсбург, імператор Священної Римської імперії - Фердинанд II Габсбург, архикнязь Австрійський - Ян III Ваза, король Шведський (знову) - Стефан Баторій, Великий князь Семигородський - Альфонс II д'Есте, князь Феррари і Модени (знову) - Ян Костка, воєвода Сандомерський (знову) - Анджей Тенчинський, воєвода Бельський - * Вільгельм з Рожемберку, бурграф Чеський (знову) | 12 грудня 1575      |        | Максиміліан II Габсбург          | Обраний королем, проте не був коронований |
| 2 Елекція  | 12 травня 1575 (Закінчення терміну для Генріка Валуа, щоб повернутися до Речі Посполитої) | –                         | - Максиміліан II Габсбург, імператор Священної Римської імперії - Фердинанд II Габсбург, архикнязь Австрійський - Ян III Ваза, король Шведський (знову) - Стефан Баторій, Великий князь Семигородський - Альфонс II д'Есте, князь Феррари і Модени (знову) - Ян Костка, воєвода Сандомерський (знову) - Анджей Тенчинський, воєвода Бельський - * Вільгельм з Рожемберку, бурграф Чеський (знову) | 13 грудня 1575      |        | Анна Ягеллонка                   | Обрана на короля Польщі, Великого князя Литовського і Руського, а за чоловіка їй обрано Стефана Баторія |
| 2 Елекція  | 12 травня 1575 (Закінчення терміну для Генріка Валуа, щоб повернутися до Речі Посполитої) | –                         | - Максиміліан II Габсбург, імператор Священної Римської імперії - Фердинанд II Габсбург, архикнязь Австрійський - Ян III Ваза, король Шведський (знову) - Стефан Баторій, Великий князь Семигородський - Альфонс II д'Есте, князь Феррари і Модени (знову) - Ян Костка, воєвода Сандомерський (знову) - Анджей Тенчинський, воєвода Бельський - * Вільгельм з Рожемберку, бурграф Чеський (знову) | 15 грудня 1575      |        | Стефан Баторій                   | Запекла виборча суперечка була вирішена на користь С. Баторія, завдяки його швидким діям та запізненю імператора Максиміліана II. 6 квітня Баторій перетнув кордон Речі Посполитої. 1 травня 1576 р. єпископ Куявії Станіслав Карнковський повінчав Анну Ягеллонку та Стефана Баторія, а потім коронував пару |
| 3 Елекція  | 12 грудня 1586 (Смерть короля Стефана Баторія)                                            | з 30 червня 1587          | - Максиміліан III Габсбург, архикнязь Австрійський - Сигізмунд Ваза, князь Шведський - Федір I, цар Московії - Матвій Габсбург, архикнязь Австрійський - Франческо I Медічі, князь Тосканський | 19 серпня 1587      |        | Сигизмунд Ваза                   | Були подвійні вибори. Хоча на сеймі обрали Сигізмунда, йому була велика протидія з боку прихильників князя Зборовського та шляхти Великого князівства Литовського, що проголосили королем Габсбурга. 27 грудня 1587 р. Сигізмунд Ваза був коронований. 24 січня 1588 р. Ян Замойський розбив війська Максиміліана Габсбурга, спустошуючи польсько-сілезький кордон у битві під Бичиною. Врешті-решт, конфлікт закінчився на сеймі умиротворення (з 6 березня по 23 квітня 1589 р.), на якому прихильники Габсбурга присягнули на вірність королю Сигізмунду III.                                                                                 |
| 3 Елекція  | 12 грудня 1586 (Смерть короля Стефана Баторія)                                            | з 30 червня 1587          | - Максиміліан III Габсбург, архикнязь Австрійський - Сигізмунд Ваза, князь Шведський - Федір I, цар Московії - Матвій Габсбург, архикнязь Австрійський - Франческо I Медічі, князь Тосканський | 22 серпня 1587      |        | Максиміліан III Габсбург         | Були подвійні вибори. Хоча на сеймі обрали Сигізмунда, йому була велика протидія з боку прихильників князя Зборовського та шляхти Великого князівства Литовського, що проголосили королем Габсбурга. 27 грудня 1587 р. Сигізмунд Ваза був коронований. 24 січня 1588 р. Ян Замойський розбив війська Максиміліана Габсбурга, спустошуючи польсько-сілезький кордон у битві під Бичиною. Врешті-решт, конфлікт закінчився на сеймі умиротворення (з 6 березня по 23 квітня 1589 р.), на якому прихильники Габсбурга присягнули на вірність королю Сигізмунду III.                                                                                 |
| 4 Елекція  | 30 квітня 1632 (Смерть короля Сигизмунда III)                                             | з 27 вересня 1632         | - Владислав Ваза, королевич Речі Посполитої - Густав II Адольф, король Шведський | 8 листопада 1632    | 3543   | Władysław IV Waza                | З Ласки Божої король Польщі, Великий князь Литовський, Руський, Пруський, Мазовецький, Жемонтійський, Лівонський, Смоленський, Сіверський та Чернігівський, а також спадковий Король шведів, ґотів і венедів, обраний цар Московський |
| 5 Елекція  | 20 травня 1648 (Смерть короля Владислава IV)                                              | з 6 жовтня 1648           | - Сигизмунд Ракоці, син князя Симогородського - Ян Казимир Ваза, королевич Речі Посполитої - Кароль Фердинанд Ваза, королевич Речі Посполитої | 20 листопада 1648   | 4352   | Ян II Казимир Ваза               | З Ласки Божої король Польщі, Великий князь Литовський, Руський, Пруссії, Мазовії, Жемонтійський, Лівонії, Смоленський, Київський, Волинський, Подільський, Сіверський та Чернігівський, а також спадковий король шведів, ґотів і венедів, Православний король |
| 6 Елекція  | 16 вересня 1668 (Зречення короля Яна II Казимира)                                         | з 2 травня 1669           | - Людовик II Бурбон-Конде, князь де Лонгувілль - Генріх III Бурбон-Конде, син Великого князя Конде - Філіпп Вільгельм, палатин Пфальцу-Неубурга - Карл V, князь Лотарингії - Олексій І, цар Московії - Христина Ваза, колишня королева Швеції - Фрідріх-Вільгельм, князь Пруський і електор Брандербузький - Аділь Ґерай, хан Кримський - Яків Стюард, князь Йорку - Михайло Корибут Вишневецький, магнат Речі Посполитої - Дмитро Юрій Вишневецький, воєвода Белзькій - Олександр Заславський-Острозький, князь Заславський - Олександр Поляновський - Римський чернець Барнабіт | 19 червня 1669      | 11271  | Михайло Корибут Вишневецький     | Божою Ласкою король Польщі, Великий князь Литовський, Руський, Прусії, Мазовецький, Жмудський, Інфлянський, Київський, Волинський, Смоленський, Подільський, Сіверський і Чернігівський. |
| 7 Елекція  | 10 листопада 1673 (Смерть короля Михайла Корибута)                                        | з 19 червня 1674          | - Людовик II Бурбон-Конде, князь де Лонгувілль (знову) - Філіпп Вільгельм, палатин Пфальцу-Неубурга (знову) - Карл V, князь Лотарингії - Ян III Собеський, маршалок і гетьман Великий Коронний - Генрих Олденбурзький, князь Дунський - Луї Тома Сабаудський, граф Соіссон - Михайло І Апафі, князь Семигородський | 21 maja 1674        | 3450   | Іван III Собеський               | З Божої ласки Захисник Віри, Його Православна Величність король Польщі, Великий князь Литовський, Великий князь Руський, Прусський, Мазовецький, Жмудський, Інфляндський, Київський, Волинський, Подільський, Смоленський, Сіверський і Чернігівський. |
| 8 Елекція  | 17 червня 1696 (Смерть короля Івана III)                                                  | травень 1697              | - Франсуа Луї Бурбон-Конті, князь Конті - Карл Пилип, князь Неубурзький - Фридріх Август Веттін, електор Саксонський - Леопольд Людвіг, князь Лотаринзький - Людвиг Вільгельм, маркграф Баденський - Якуб Людвік Собеський, королевич Речі Посполитої - Максиміліан II, електор Баварський - Лівіо Одесальчі, князь, племінник Папи Інокентія XI | 27 червня 1697      |        | Франсуа Людовік Бурбон           | Франциска Людвіка обрала більшість шляхти та затвердили на короля Речі Посполити, Великого князя Литовського і Руського. Проте Саксонський курфюрст спрямував війська та окупував захід Речі Посполитої, підкупив частину знаті, а внаслідок невдалих дій французів (висадка флоту біля Ґданська), захопив владу в країні. Титул Фрідріха: Божою Ласкою король Польщі, Великий князь Литовський, Руський, Прусський, Мазовецький, Жмудський, Київський, Волинський, Подільський, Підляський, Інфлянський, Смоленський, Сіверський, Чернігівський, курфюст князь Саксонський, князь електор та ін.                                                |
| 8 Елекція  | 17 червня 1696 (Смерть короля Івана III)                                                  | травень 1697              | - Франсуа Луї Бурбон-Конті, князь Конті - Карл Пилип, князь Неубурзький - Фридріх Август Веттін, електор Саксонський - Леопольд Людвіг, князь Лотаринзький - Людвиг Вільгельм, маркграф Баденський - Якуб Людвік Собеський, королевич Речі Посполитої - Максиміліан II, електор Баварський - Лівіо Одесальчі, князь, племінник Папи Інокентія XI | 27 червня 1697      | 13641  | Август II Веттін                 | Франциска Людвіка обрала більшість шляхти та затвердили на короля Речі Посполити, Великого князя Литовського і Руського. Проте Саксонський курфюрст спрямував війська та окупував захід Речі Посполитої, підкупив частину знаті, а внаслідок невдалих дій французів (висадка флоту біля Ґданська), захопив владу в країні. Титул Фрідріха: Божою Ласкою король Польщі, Великий князь Литовський, Руський, Прусський, Мазовецький, Жмудський, Київський, Волинський, Подільський, Підляський, Інфлянський, Смоленський, Сіверський, Чернігівський, курфюст князь Саксонський, князь електор та ін.                                                |
| 9 Елекція  | Січень 1704 (Детронізація Августа II на Варшавській конференції)                          | липень 1704               | - Станіслав Лещинський, воєвода Познанський | 12 липня 1704       |        | Станіслав І Лещинський           | Вибори відбулись після детронізації Фрідріха Августа II, через його промосковську політику під час Північної війни. 1709 року Фрідріх II, за допомогою Петра І, повернувся на трон Речі Посполитої. |
| 10 Елекція | 1 лютого 1733 (Смерть короля Августа ІІ)                                                  | серпень 1733              | - Фридріх Август II Веттін, електор Саксонський - Емануаль Браганза, інфант Португальський - Станіслав Лещинський, колишній король Речі Посполитої | 12 вересня 1733     | 11697  | Станіслав І Лещинський           | Вибори Станіслава Лещинського, хоча й відбулись законно, не були прийняті Саксонією і Московією. Після проголошення результатів виборів короля Речі Посполітої відбулася збройна саксонсько-московська інтервенція та незаконні вибори, під час яких 5 жовтня під наглядом російського корпусу генерала Петра Лассі Август був проголошений королем. Це призвело до оголошення Францією війни Австрії, прихильниці саксонського курфюрста. Війна між коаліціями Франції, Іспанії та Баварії з коаліцією Австрії, Московії, Пруссії та Данії, відома як Війна за польську спадщину (1733-1735), закінчилася поразкою та зреченням С. Лещинського. |
| 10 Елекція | 1 лютого 1733 (Смерть короля Августа ІІ)                                                  |                           | - Фридріх Август II Веттін, електор Саксонський - Емануаль Браганза, інфант Португальський - Станіслав Лещинський, колишній король Речі Посполитої | 5 жовтня 1733       | 906    | Август III Веттін                | Вибори Станіслава Лещинського, хоча й відбулись законно, не були прийняті Саксонією і Московією. Після проголошення результатів виборів короля Речі Посполітої відбулася збройна саксонсько-московська інтервенція та незаконні вибори, під час яких 5 жовтня під наглядом російського корпусу генерала Петра Лассі Август був проголошений королем. Це призвело до оголошення Францією війни Австрії, прихильниці саксонського курфюрста. Війна між коаліціями Франції, Іспанії та Баварії з коаліцією Австрії, Московії, Пруссії та Данії, відома як Війна за польську спадщину (1733-1735), закінчилася поразкою та зреченням С. Лещинського. |
| 11 Елекція | 5 жовтня 1763 (Смерть короля Августа III)                                                 | вересень 1764             | - Фрідріх Кристіан, електор Саксонський - Адам Казимир Чорторийський, князь, магнат Речі Посполитої - Михайло Казимир Огінський, воєвода Віленський - Ян Клеменс Браницький, гетьман Великий Коронний - Станіслав-Август Понятовський, стольник Великий Литовський | 12 вересня 1764     | 5320   | Станіслав II Август Понятовський | Божою Ласкою і волею народу король Польщі, Захисник Віри, Великий князь Литовський, Руський, Прусський, Мазовецький, Жмудський, Київський, Волинський, Подільський, Підляський, Інфлянтський, Смоленський, Сіверський, Чернігівський та ін. Вибори відбувались під контролем військ Російської імперії |